# 루실 라 베른

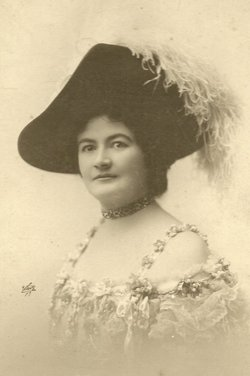

루실 라 베른(Lucille La Verne, 1872년 11월 7일 ~ 1945년 3월 4일)는 미국의 연극 배우, 영화배우, 성우이다.
내슈빌에서 태어났으며 컬버시티에서 사망하였다. 사인은 암이다.

## 영화
- 백설공주와 일곱 난쟁이 (1937년)
- 순례여행 (1933년)
- 와일드 호스 메사 (1932년)
- 리틀 시저 (1930년) - 엄마 역
- 풍운의 고아 (1921년)
- 스윗 키티 벨라이스 (1916년)